# Rachel Williams
Rachel Louise Williams (Leicester, 10 de janeiro de 1988) é uma futebolista britânica que atua como atacante.

## Carreira
Rachel Williams integrou o elenco da Seleção Britânica de Futebol Feminino, nas Olimpíadas de 2012. 